# Теобалд I (Бар)
Теобалд I (на френски: Theobald I; * 1158, † 13 февруари 1214) от Дом Скарпон, е от 1190 г. граф на Бар и от 1197 г. граф на Люксембург (iure uxoris) с третата си съпруга Ермезинда II.

## Живот
Той е третият син на Райналд II († 1170), граф на Бар, и съпругата му Агнес дьо Блоа – Шампанска († 1207). По майчина линия е братовчед на френския крал Филип II.
Теобалд участва с брат си Хайнрих I в Третия кръстоносен поход, и става негов наследник, след смъртта на Хайнрих при обсадата на Акра (1189 – 1191). След завръщането му в Европа той се стреми да засили териториалната си власт. Чрез третата му женитба с Ермезинда II през 1197 г. той получава Люксембург.
През 1202 г. Тибо подписва договор с херцог Симон II от Лотарингия. С него Тибо признава на Симон неговите земи, Тибо получава сюзеренитет над Графство Водемон, които дават тежест в Херцогство Лотарингия.
След смъртта на майка му Агнес през 1207 г. той наследява също нейното господство Лини.
Той умира през 1214 г. малко преди битката при Бувин. Неговата собственост е разделена, наследството от родителите му получава неговият син, наследството на съпругата му отива на херцог Валрам IV, който се жени за вдовицата му.

## Бракове и деца
Първи брак: 1176 г. с Лаурета от Лооц († 1190), дъщеря на Лудвиг I, граф на Лооц и Ринек, и Агнес от Мец. Те имат дъщеря:
- Агнес († 1226), омъжена 1189 г. за херцог Фридрих II от Лотарингия († 1213).

Втори брак: 1189 г. с Ермесинде дьо Бриен († 1211) дъщеря на граф Гуидо дьо Бриен. Този брак е анулиран през 1195 г. Те имат децата:
- Хайнрих II (* 1190; † 1239), граф на Бар
- Агнес († пр. 1225), ∞ Хуго I от Дом Шатийон († 1248), граф на Блоа
- Маргарета, ∞ I. 1221 Хайнрих III, граф на Салм (* 1191; † 1228), ∞ II. Хенри дьо Дампиер († 1259) (Дом Дампиер)

Трети брак: 1197 г. с Ермезинда II (1186 – 1247) (Дом Намюр), графиня на Люксембург, Ла Рош и Дюрбюи, единствената дъщеря и наследничка на граф Хайнрих IV от Люксембург. Той става граф на Люксембург (de iure uxoris). Теобалд и Ермезинда имат децата:
- Ренод († пр.1214), господар на Брией
- дъщеря († 1214)
- Елизабет († 1262), омъжена пр. 1214 за Валрам II господар на Моншау († 1242).
- Маргарета, омъжена за Хуго III († 1243), граф на Водемон, и за Хенри дьо Бюи, регент на Водемон.